# Le Tue Ali Bologna
Le Tue Ali Bologna, talvolta citato come Tu sei forte Bologna, è l'inno ufficiale del Bologna, interpretato dal quartetto Andrea Mingardi, Luca Carboni, Gianni Morandi e Lucio Dalla. Il primo è autore del testo e voce del brano, mentre gli altri tre artisti sono unicamente voci del brano.
Il brano è stato inciso nel 1987 e successivamente pubblicato nel 1988.

## Descrizione

Morandi, Mingardi, Dalla e Carboni, autori dell'inno

I primi tre artisti si dividono quasi ugualmente nell'interpretazione dell'inno, anche sovrapponendosi. Dalla invece, può essere udito distintamente solo due volte in tutta l'esecuzione del brano.
La canzone divenne l'inno ufficiale del Bologna subito dopo essere stato pubblicato; risuonò allo stadio Dall'Ara per quasi 10 anni, fino alla fine degli anni '90. Con la scomparsa di Lucio Dalla, interprete del brano, nel 2012 l'inno ricominciò ad essere quello ufficiale dei felsinei, ed è quello utilizzato ancora oggi all'ingresso delle squadre in campo.

## Tracce
Testi e musiche di Andrea Mingardi.
1. Le Tue Ali Bologna – 4:47